# Salem Ibrahim Al Rewani
Salem Rewani (tiếng Ả Rập: سالم الرواني) (sinh ngày 28 tháng 2 năm 1977 ở Al Khums, Libya) là một cựu tiền đạo bóng đá người Libya thi đấu cho Al Madina, Al Nasr, Al-Ittihad và Al Khums. Anh cũng từng là thành viên của Đội tuyển bóng đá quốc gia Libya.

## Danh hiệu
- Giải bóng đá ngoại hạng Libya 4
  - Al Madina 2001 và Al-Ittihad 2005, 2006, 2007
- Cúp bóng đá Libya 2
  - Al-Ittihad 2005, 2007
- Libyan SuperCup 4
  - Al-Ittihad 2004, 2005, 2006, 2007
- Libyan top scorer in different Châu Phin Club Competitions (13 goals).[1]
  - CAF Champions League 2001 cùng với Al Madina (2 bàn)
  - Cúp Liên đoàn bóng đá châu Phi 2005 cùng với Al-Ittihad (4 bàn)
  - CAF Champions League 2007 cùng với Al-Ittihad (7 bàn)
- 43rd in the World's Top Goal Scorer 2007 [2]
- Salem Rewani một bàn thắng tuyệt đẹp cách khung thành 75m, trong trận đấu tại CAF Champions League 2007 trước Mogas 90 of Bénin.[3]